# 近代の超克

「近代の超克」（きんだいのちょうこく）は、太平洋戦争中の大日本帝国で反資本主義・反民主主義・反法治国家・人治国家・文化国家（Kulturstaat）などを主張した文化的シンポジウム。文芸誌『文學界』（1942年（昭和17年）9月および10月号）の特集記事で、学者や評論家などの13名により掲載された。
この討論会をまとめた単行本が、1943年に創元社で刊行された。竹内好による同タイトルの批判論文（1959年）もある。

## 経緯
「知的協力会議」と銘打ったこの大規模なシンポジウムは、対米英開戦という時局のもと、明治時代以降の日本文化に多大な影響を与えてきた近代的な西洋文化の総括と超克を標榜して1942年7月、河上徹太郎を司会として2日間にわたり行われた。
『文学界』の同年9月号にはシンポジウムに参加した西谷啓治・諸井三郎・津村秀夫・吉満義彦の論文が、10月号には亀井勝一郎・林房雄・三好達治・鈴木成高・中村光夫の論文、およびシンポジウム記録が掲載された（このうち事後に書かれた三好・中村のものを除く論文は、事前に執筆されシンポジウムで検討に供されたものである）。これらは翌1943年7月には同名タイトルの単行書として創元社より刊行されたが、この際、鈴木の論文は外され、代わりに当初未掲載であった下村寅太郎・菊池正士の論文、および司会の河上による「結語」が新たに収録されている（論文タイトルなどは後出）。

## 参加者
参加者の大半は京都学派（「世界史の哲学」派）の哲学者、旧『日本浪曼派』同人・『文学界』同人の文学者・文芸評論家により構成されていた。なお役職名は当時のものであり、論文タイトルは1943年創元社版に収録されたものを記した。
- 西谷啓治 - 京都学派の哲学者。京都帝国大学助教授。論文「「近代の超克」私論」を執筆。
- 諸井三郎 - 音楽評論家。東洋音楽学校・東京高等音楽院講師。論文「吾々の立場から」を執筆。
- 鈴木成高 - 京都学派の西洋史家。京都帝大助教授。
- 菊池正士 - 物理学者。大阪帝国大学教授。論文「科学の超克について」を執筆
- 下村寅太郎 - 京都学派の科学史家。東京文理科大学教授。論文「近代の超克の方向」を執筆。
- 吉満義彦 - 哲学者・カトリック神学者。東京帝国大学講師。論文「近代超克の神学的根拠」を執筆。
- 小林秀雄 - 文学界同人の文芸評論家。明治大学教授。
- 亀井勝一郎 - かつて日本浪曼派に参加し、文学界同人の文芸評論家。論文「現代精神に関する覚書」を執筆。
- 林房雄 - 文学界同人の文芸評論家。論文「勤王の心」を執筆。
- 三好達治 - 文学界同人の詩人。明大講師。論文「略記」を執筆。
- 津村秀夫 - 映画評論家。朝日新聞記者。文部省専門委員。論文「何を破るべきか」を執筆。
- 中村光夫 - 文学界同人の文芸評論家。論文「「近代」への疑惑」を執筆[1]。
- 河上徹太郎 - 文学界同人の文芸評論家。論文「「近代の超克」結語」を執筆。

## 評価
大東亜戦争開戦の直後に開かれたこのシンポジウムは、戦争遂行とファシズムを思想的に支持したものとして戦後の日本で批判された。
第二次世界大戦後、竹内好は『近代日本思想史講座』第7巻（筑摩書房より1959年刊）に、論文「近代の超克」を寄稿し、当時はほとんど忘れ去られていたこのシンポジウムを批判的に検討し日本思想史の問題として全面的に総括することを提起した。
戦時下における「近代の超克」の論議は、これに対して戦後早い時期から批判的立場にあった小田切秀雄により「軍国主義支配体制の「総力戦」の有機的な一部分たる「思想戦」の一翼をなしつつ、近代的、民主主義的な思想体系や生活的諸要求やの絶滅のために行われた思想的カンパニアである」と総括された。竹内好は先述の同名論文においてこの定義に基本的には同意しつつも、それは「イデオロギイ裁断」的な外在的批判であるとし、真の意味で「近代の超克」を批判するためには、それが「総力戦の論理をつくりかえる意図を少なくとも出発点において含んでいた」「思想形成の最後の試み」であったにもかかわらず、結果として思想破壊に終わり無惨に失敗したことを踏まえなければならないと述べ、失敗の理由を「戦争（大東亜戦争）の二重性格（対欧米戦争の面とアジア侵略戦争の面）が腑分けされなかった」点に求めた。